# Raul-Jurij Ervier
Raul-Jurij Gieorgijewicz Ervier (ros. Рауль-Юрий Георгиевич Эрвье, ur. 3 kwietnia?/16 kwietnia 1909 w Tyflisie, zm. 9 sierpnia 1991 w Moskwie) – radziecki geolog.

## Życiorys
Po ukończeniu szkoły był pomocnikiem majstra w mydlarni i ładownikiem w porcie w Batumi, później pracował w zakładzie bawełnianym w Termezie. W 1933 ukończył w Kijowie wyższe inżynieryjne kursy geologiczne, później pracował w różnych instytucjach geologicznych na Ukrainie, od sierpnia 1941 uczestniczył w wojnie z Niemcami, walczył na Froncie Południowym, Północno-Kaukaskim i 4 Ukraińskim, brał udział w wyzwoleniu Mozdoku, Tuapse, Noworosyjska i Odessy jako major służby inżynieryjnej, w grudniu 1944 powrócił do pracy geologicznej. W latach 1945–1952 był głównym inżynierem i szefem zwiadu naftowego trustu „Mołdawnieftegeologija”, później pracował w obwodzie czelabińskim m.in. jako główny inżynier, później w latach 1955–1958 był głównym inżynierem i zarządcą trustu „Tiumeńnieftegeologija”, przemianowanego w grudniu 1957 na Tiumeński Zarząd Geologiczny Głównego Zarządu Geologii i Ochrony Bogactw Naturalnych przy Radzie Ministrów ZSRR. Był inicjatorem i organizatorem prowadzenia szeroko zakrojonych prac geologicznych na wielkiej części zachodniej Syberii, zakończonych odkryciem największego na świecie obszaru ze złożami ropy i gazu na przełomie lat 50. i 60. XX w. W 1966 objął kierownictwo Głównego Tiumeńskiego Produkcyjnego Zarządu Geologicznego Ministerstwa Geologii ZSRR, 1977-1981 był wiceministrem geologii ZSRR, następnie przeszedł na emeryturę. W 1984 otrzymał honorowe obywatelstwo Tiumeni.

## Odznaczenia i nagrody
- Medal Sierp i Młot Bohatera Pracy Socjalistycznej (29 kwietnia 1963)
- Order Lenina (29 kwietnia 1963 i 10 marca 1976)
- Order Rewolucji Październikowej (25 sierpnia 1971)
- Order Czerwonego Sztandaru Pracy (dwukrotnie - 19 marca 1954 i 23 stycznia 1968)
- Order Wojny Ojczyźnianej II klasy (11 marca 1985)
- Order Czerwonej Gwiazdy (30 kwietnia 1943)
- Nagroda Leninowska (1964)
- Medal „Za obronę Odessy”
- Medal „Za obronę Kaukazu”